# Muckleneuk
Muckleneuk est un quartier situé au sud-est du centre-ville de Pretoria en Afrique du Sud.
Le nom de ce quartier verdoyant, combinant immeubles d'appartements (au nord) et petites et grandes maisons particulières (centre et sud), provient d'une portion de la ferme Elandspoort rachetée par un certain George Walker et rebaptisée Muckleneuk (signifie recoin ou courbe en français) en hommage à la propriété familiale située en Écosse. Le nom a été conservé par la suite pour désigner 3 quartiers de Pretoria dont l'unité cadastrale de Muckleneuk en 1914.
Juchée en partie sur une colline, les hauteurs de Muckleneuk proposent une vue panoramique sur le centre-ville, les Union Buildings et l'Université d'Afrique du Sud. 

## Localisation

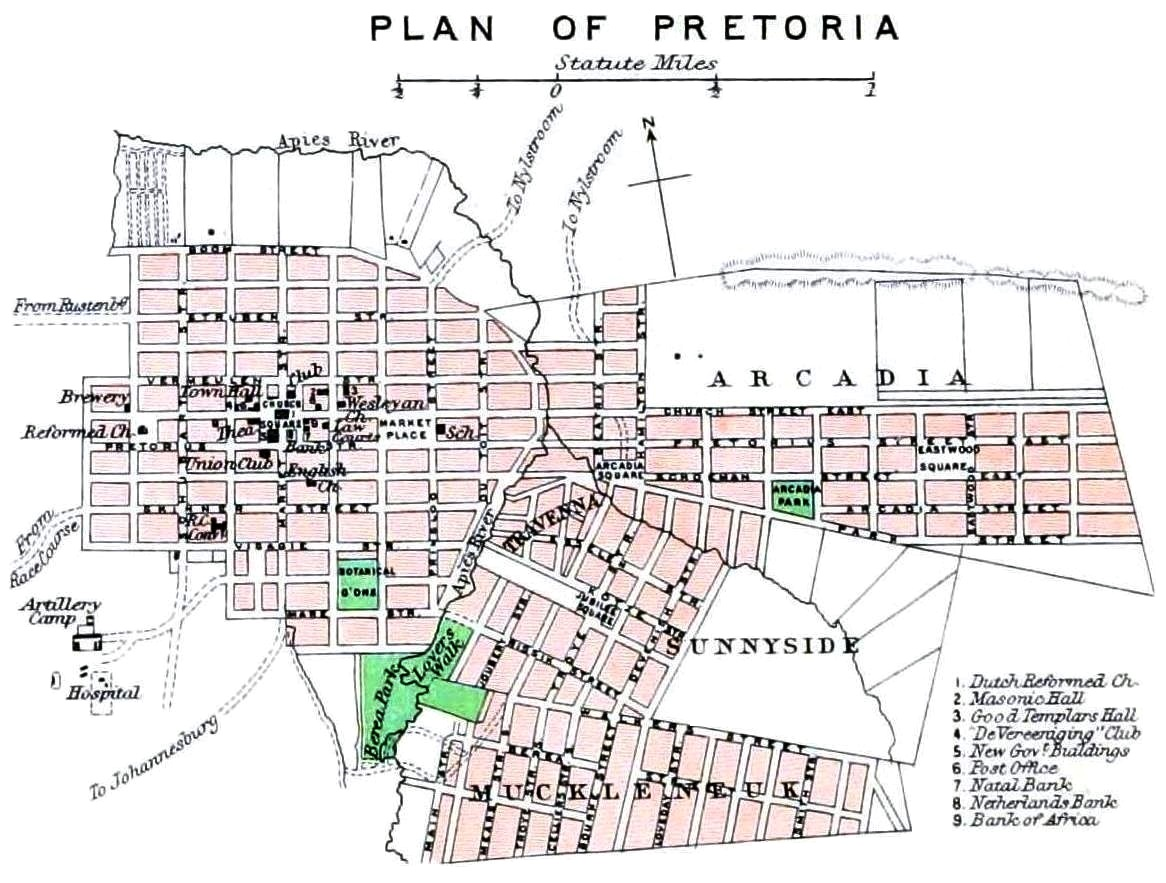
Plan de Pretoria et de ses faubourgs d'Arcadia, de Trevenna, de Sunnyside et de Muckleneuk en 1895

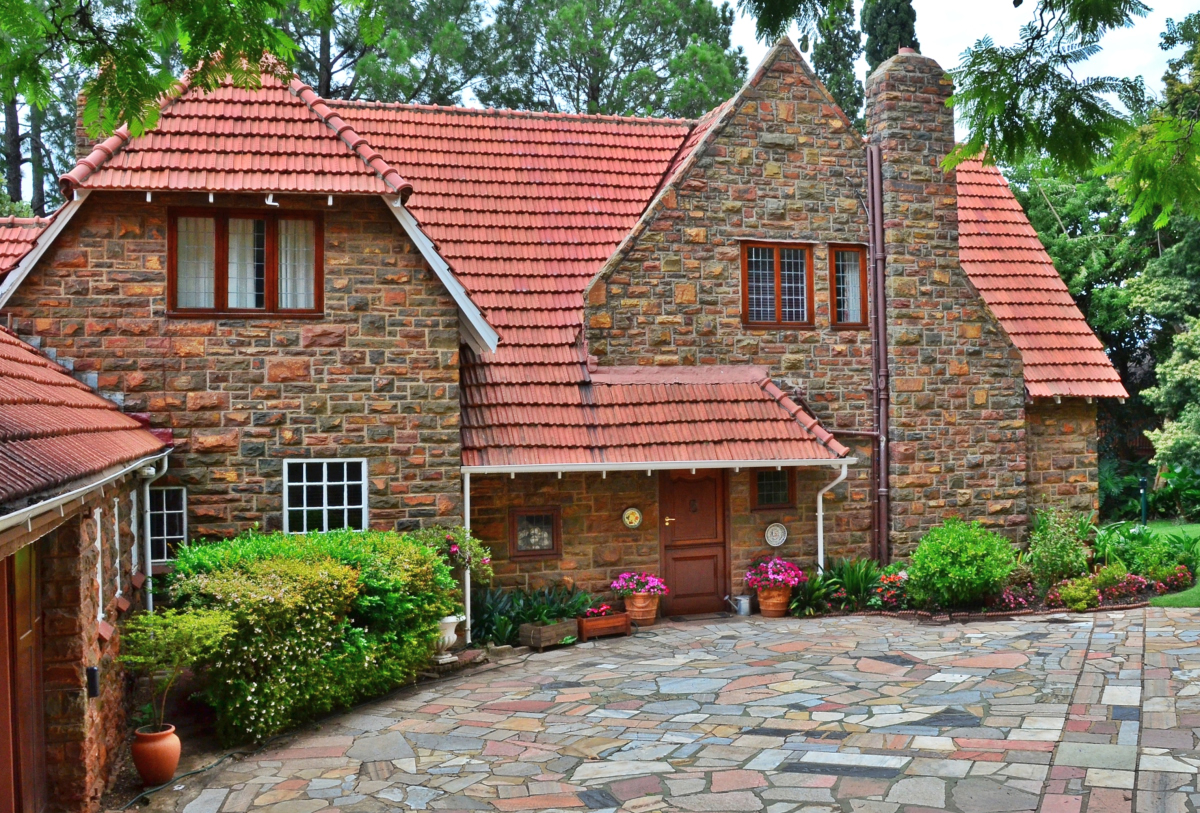
Moerdyk House, 274 Pomona Street

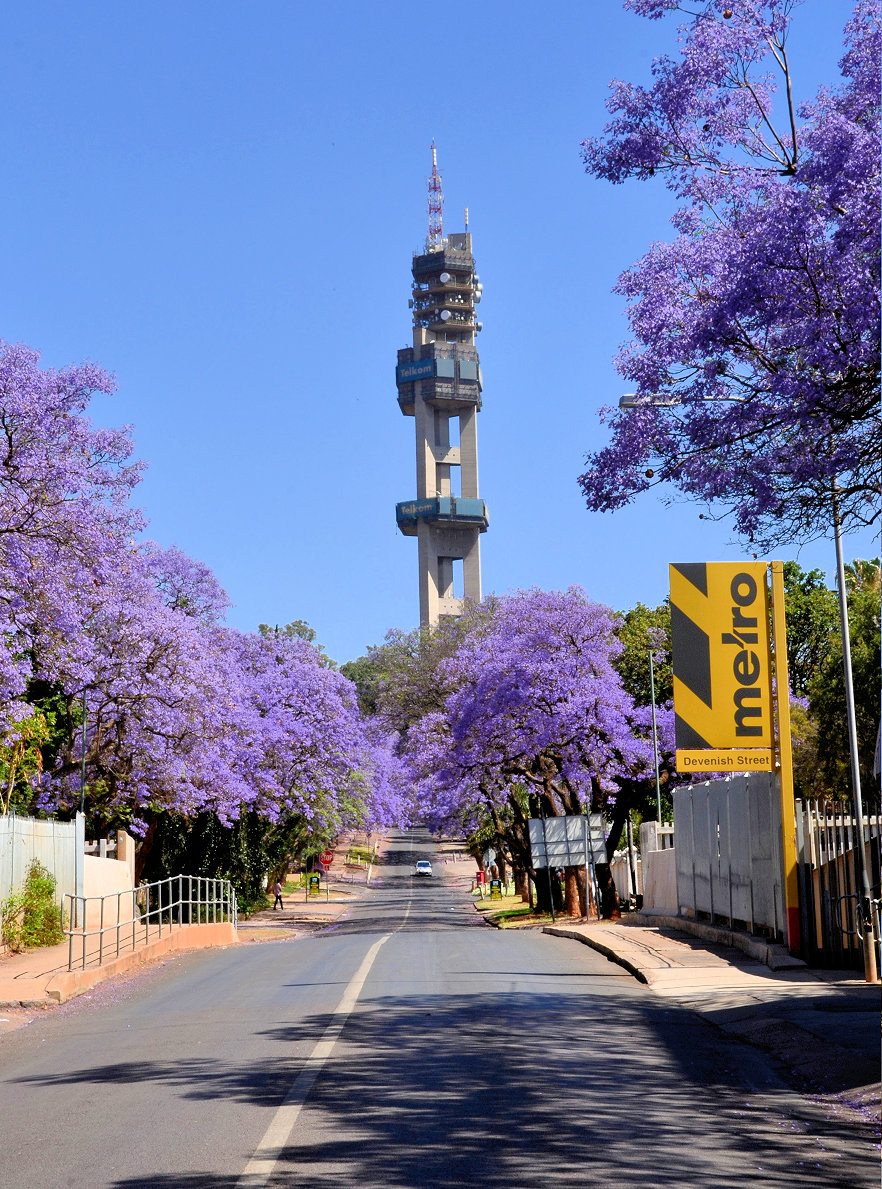
Bourke street en direction de la tour des télécoms située dans le quartier de Lukasrand

Le quartier de Muckleneuk est située au sud du quartier de Sunnyside, au nord de celui de Lukasrand, à l’ouest du quartier de Bailey's Muckleneuk et au sud-est de Pretoria Central. Il est délimité à l'est par Nelson Mandela Drive, au nord par Justice Mahomed street (anc. Walker street), à l'ouest par l'avenue Florence Ribeiro (ancienne Queen Wilhelmina avenue) et au sud par Willem Punt Avenue, Devenish Drive et Kruin street. Ses artères principales sont Berea street (axe est-ouest) et Bourke street (axe nord-sud). La plupart des maisons sont séparées de la rue par de haute palissade. 
Le quartier comprend de nombreuses maisons, édifiés par des architectes renommés tels que Gerhard Moerdyk, Lockwood Hall et Herbert Baker, ainsi que le Zuid Afrikaans Hospital, l'Unisa Art Gallery, la Illyria House (1940) et les ambassades du Portugal et d'Égypte. Il est situé à proximité de l'université d'Afrique du Sud (UNISA).

## Démographie
Selon le recensement de 2011, Muckleneuk comprend plus de 7 268 résidents, principalement issu de la communauté noire (79,42 %). Les blancs représentent 16,04 % des habitants tandis que les Coloureds et les indiens représentent un peu plus de 4 % des résidents. 
Linguistiquement très diversifié, les habitants sont à 16,65 % de langue maternelle anglaise, à  11,26 % de langue maternelle afrikaans,  à 10,24 % de langue maternelle Sepedi ou encore à 8,22 % de langue maternelle Setswana .

## Politique
Lors des élections générales sud-africaines de 2014, dans la circonscription regroupant les 3/4 de Muckleneuk avec Lukasrand, le congrès national africain a remporté 44,56 % des voix devant l'Alliance démocratique (29,8 %).